# Charòus
Charòus  (francès i oficial Charols és un municipi de França situat al departament de la Droma i a la regió d'Alvèrnia-Roine-Alps. L'any 2019 tenia 935 habitants.

## Demografia
El 2007 la població de fet de Charols era de 721 persones. Hi havia 250 famílies de les quals 54 eren unipersonals. Hi havia 298 habitatges, 252 'habitatges principals, 38 eren segones residències i 8 estaven desocupats.

La població ha evolucionat segons el següent gràfic:

## Economia
El 2007 la població en edat de treballar era de 418 persones, 323 eren actives i 95 eren inactives. Hi havia uns 36 estabilissements, principals petites empreses de serveis i producció locals.
L'any 2000 a Charols hi havia tretze explotacions agrícoles que conreaven un total de 440 hectàrees.
Té una escola elemental integrada dins d'un grup escolar amb les comunes properes formant una escola dispersa.